# 羅奇 (內華達州)
羅奇（英語：Roach）是位於美國內華達州克拉克縣的鬼鎮。

## 地理
羅奇所處的海拔為高於海平面798米（即2618英呎），而該地所採用的時區為UTC-8，即太平洋时区（PST）。同時該地設有夏令時間，為UTC-8調快一小時，即UTC-7（PDT）。